# Nati il 18 novembre
| Questa pagina contiene informazioni ricavate automaticamente dalle voci biografiche con l'ausilio del template Bio e di un bot. L'aggiornamento è periodico e automatico e ricostruisce completamente la pagina. Se manca una persona in questa lista, sei pregato di non aggiungerla, ma accertati piuttosto che la sua voce biografica contenga il template Bio e che i dati anagrafici siano correttamente compilati. Se il template Bio manca, inseriscilo tu stesso o, in alternativa, metti l'avviso {{tmp\|Bio}} che ne segnala la mancanza. Se i dati riportati sono sbagliati, correggi direttamente la voce biografica; le modifiche saranno visibili in questa lista entro pochi giorni. Per chiarimenti vedi il progetto biografie. La lista contiene solo le 1.094 persone che sono citate nell'enciclopedia e per le quali è stato implementato correttamente il template Bio. Pagina aggiornata al 17 ago 2025. |

## XI secolo(1)
- 1092 - Adelaide di Savoia, regina († 1154)

## XIV secolo(1)
- 1301 - Caterina II di Valois, sovrana († 1346)

## XV secolo(1)
- 1425 - Cunegonda di Sternberg, nobile boema († 1449)

## XVI secolo(8)
- 1511 - Ioan Iacob Heraclid, principe († 1563)
- 1522 - Lamoral di Egmont, nobile e condottiero fiammingo († 1568)
- 1531 - Roberto Ridolfi, nobile italiano († 1612)
- 1568 - Augusto I di Brunswick-Lüneburg, nobile e vescovo luterano tedesco († 1636)
- 1569 - Antonio Barberini, cardinale e vescovo cattolico italiano († 1646)
- 1576 - Filippo Luigi II di Hanau-Münzenberg, conte tedesco († 1612)
- 1581 - Carlo I Cybo-Malaspina, sovrano italiano († 1662)
- 1597 - Adolphus Vorstius, medico e botanico olandese († 1663)

## XVII secolo(13)
- 1601 - Ovidio Montalbani, matematico, medico e astronomo italiano († 1671)
- 1609 - Franz Haffner, notaio, politico e storico svizzero († 1671)
- 1620 - Ercole Teodoro Trivulzio, militare e nobile italiano († 1664)
- 1622 - Paolo Savelli, cardinale italiano († 1685)
- 1630 - Eleonora Gonzaga-Nevers, nobile († 1686)
- 1647 - Pierre Bayle, filosofo, scrittore e storico francese († 1706)
- 1653 - Giberto da Correggio di Maurizio, nobile italiano († 1707)
- 1661 - Elisabetta Enrichetta d'Assia-Kassel, nobile tedesco († 1683)
- 1661 - Filippo Buonarroti, antiquario, numismatico e archeologo italiano († 1733)
- 1668 - Federico Guglielmo di Schleswig-Holstein-Sonderburg-Augustenburg, nobile danese († 1714)
- 1680 - Luigi II Gonzaga, nobile italiano († 1746)
- 1680 - Jean-Baptiste Loeillet, compositore e musicista belga († 1730)
- 1685 - Antoine Dérizet, architetto francese († 1768)

## XVIII secolo(33)
- 1703 - Michiel van Huysum, pittore olandese († 1777)
- 1703 - Andrew Rollo, V lord Rollo, generale e nobile britannico († 1765)
- 1706 - Giovanni Federico Alessandro di Wied-Neuwied, conte († 1791)
- 1718 - Pierre-Jean Grosley, storico e scrittore francese († 1785)
- 1719 - Egid Valentin Felix von Borié, diplomatico e politico tedesco († 1793)
- 1725 - Martin Knoller, pittore e docente austriaco († 1804)
- 1727 - Philibert Commerson, naturalista francese († 1773)
- 1736 - Carl Friedrich Fasch, clavicembalista e compositore tedesco († 1800)
- 1736 - Anton Graff, pittore svizzero († 1813)
- 1741 - Louis Joseph d'Albert d'Ailly, chimico e viaggiatore francese († 1792)
- 1746 - Maria Leopoldina di Anhalt-Dessau, principessa († 1769)
- 1750 - Wolfgang Heribert von Dalberg, politico, direttore teatrale e letterato tedesco († 1806)
- 1750 - William Dunbar, naturalista, esploratore e astronomo scozzese († 1810)
- 1757 - Thomas Taylour, I marchese di Headfort, nobile e politico irlandese († 1829)
- 1767 - Ludwig Karl Konrad Georg von Ompteda, politico tedesco († 1854)
- 1768 - Zacharias Werner, poeta, drammaturgo e predicatore tedesco († 1823)
- 1769 - Augusto Cristiano di Anhalt-Köthen, principe tedesco († 1812)
- 1772 - Luigi Ferdinando di Prussia, generale prussiano († 1806)
- 1773 - Tokugawa Ienari, militare giapponese († 1841)
- 1774 - Guglielmina di Prussia, regina († 1837)
- 1774 - Vittorio Amedeo Sallier della Torre, generale, politico e nobile italiano († 1858)
- 1775 - Achille Fontanelli, nobile, generale e politico italiano († 1838)
- 1776 - Mauro Rusconi, medico e naturalista italiano († 1849)
- 1778 - Grigorij Fedorovič Kvitka, scrittore ucraino († 1843)
- 1780 - Michail Petrovič Dolgorukov, generale e nobile russo († 1808)
- 1781 - Felice Blangini, compositore italiano († 1841)
- 1783 - Santorre di Santa Rosa, politico, militare e patriota italiano († 1825)
- 1785 - David Wilkie, pittore scozzese († 1841)
- 1786 - Henry Rowley Bishop, compositore inglese († 1855)
- 1786 - Carl Maria von Weber, compositore, direttore d'orchestra e pianista tedesco († 1826)
- 1787 - Louis Daguerre, artista, chimico e fisico francese († 1851)
- 1794 - Lionel Tollemache, VIII conte di Dysart, politico e nobile inglese († 1878)
- 1800 - John Nelson Darby, religioso inglese († 1882)

## XIX secolo(169)
- 1803 - Lars Anton Anjou, teologo svedese († 1884)
- 1803 - Edmund di Schwarzenberg, austriaco († 1873)
- 1803 - Franz Heinrich Zitz, politico, rivoluzionario e avvocato tedesco († 1877)
- 1804 - Alfonso La Marmora, generale e politico italiano († 1878)
- 1806 - Charles Léo Lesquereux, botanico svizzero († 1889)
- 1808 - Edoardo Arborio Mella, architetto italiano († 1884)
- 1808 - Nicola Pavese, politico italiano († 1894)
- 1808 - Edoardo Tholosano, politico e ammiraglio italiano († 1887)
- 1809 - Manuel Blanco Romasanta, criminale spagnolo († 1863)
- 1809 - Giuseppe Regaldi, poeta e scrittore italiano († 1883)
- 1810 - Asa Gray, botanico statunitense († 1888)
- 1810 - Andrés Pico, politico e militare messicano († 1876)
- 1814 - Giovanni Giacomo della Bona, vescovo cattolico italiano († 1885)
- 1815 - Lorenz von Stein, sociologo, giurista e economista tedesco († 1890)
- 1818 - Marie Guy-Stéphan, ballerina francese († 1873)
- 1820 - Theodor Kock, filologo classico tedesco († 1901)
- 1824 - Franz Sigel, militare tedesco († 1902)
- 1827 - Maria Efrem Garrelon, missionario e vescovo cattolico francese († 1873)
- 1827 - Emmeline Lewis Lloyd, alpinista britannica († 1913)
- 1827 - Pietro Manfrin di Castione, politico italiano († 1909)
- 1827 - Mehmed Ali Pascià, militare prussiano († 1878)
- 1827 - Candido Zerbi, politico italiano († 1889)
- 1828 - John Creswell, politico statunitense († 1891)
- 1828 - John Langdon Down, medico britannico († 1896)
- 1831 - Joseph Tournois, scultore francese († 1891)
- 1832 - Heinrich Gerber, ingegnere tedesco († 1912)
- 1832 - Adolf Erik Nordenskiöld, esploratore svedese († 1901)
- 1833 - Augusto Caroselli, poeta italiano († 1899)
- 1833 - Charles D. Sherwood, politico statunitense († 1895)
- 1833 - Eduard Peithner von Lichtenfels, pittore austriaco († 1913)
- 1834 - Carl Benjamin Klunzinger, medico e zoologo tedesco († 1914)
- 1835 - Alfred zu Stolberg-Stolberg, nobile e politico tedesco († 1880)
- 1836 - Eduard Böhl, teologo tedesco († 1903)
- 1836 - William Schwenck Gilbert, scrittore e librettista britannico († 1911)
- 1836 - Máximo Gómez, generale e politico dominicano († 1905)
- 1836 - Michael Masing, generale russo († 1911)
- 1836 - Ding Ruchang, ammiraglio e generale cinese († 1895)
- 1837 - Biagio Caranti, banchiere, patriota e politico italiano († 1891)
- 1839 - Paul Georges Dieulafoy, chirurgo e medico francese († 1911)
- 1844 - Édouard-Théophile Blanchard, pittore francese († 1879)
- 1844 - Felix Boh, scrittore tedesco († 1923)
- 1846 - Eugenio Arduino, pittore italiano († 1917)
- 1846 - Henry Northcote, I barone Northcote, politico britannico († 1911)
- 1846 - Aloisio del Liechtenstein, politico austriaco († 1920)
- 1847 - Eliška Krásnohorská, scrittrice, traduttrice e librettista ceca († 1926)
- 1847 - Vincenzo Edoardo Lojodice, avvocato e politico italiano († 1922)
- 1847 - Hermann von Tappeiner, farmacologo tedesco († 1927)
- 1848 - Louis Edward Hostlot, presbitero statunitense († 1884)
- 1849 - Stefano Cardu, marinaio, viaggiatore e disegnatore italiano († 1933)
- 1851 - Henry Céard, scrittore e drammaturgo francese († 1924)
- 1851 - Raffaele Garofalo, magistrato, giurista e criminologo italiano († 1934)
- 1851 - Robert John Wynne, politico statunitense († 1922)
- 1852 - Mikoláš Aleš, pittore ceco († 1913)
- 1852 - Edoardo Pulciano, arcivescovo cattolico italiano († 1911)
- 1855 - Erminia Borghi-Mamo, soprano italiano († 1941)
- 1856 - Lorenzo Allievi, ingegnere italiano († 1941)
- 1857 - Pompeo Calvia, scrittore e poeta italiano († 1919)
- 1857 - Stanhope Forbes, pittore irlandese († 1947)
- 1857 - Gunnar Heiberg, drammaturgo norvegese († 1929)
- 1860 - Ignacy Jan Paderewski, pianista, compositore e politico polacco († 1941)
- 1860 - Giuseppe Rota, ingegnere e generale italiano († 1953)
- 1860 - Giustino Sanchini, vescovo cattolico italiano († 1937)
- 1861 - Dorothy Dix, giornalista statunitense († 1951)
- 1863 - Eugenio Chiesa, politico italiano († 1930)
- 1863 - Richard Dehmel, poeta e scrittore tedesco († 1920)
- 1863 - Giuseppina Nicoli, religiosa italiana († 1924)
- 1864 - Ludwig Norman-Neruda, alpinista e pittore inglese († 1898)
- 1867 - Maria Eufrasia Iaconis, religiosa italiana († 1916)
- 1867 - Richard Barry Parker, architetto e urbanista britannico († 1947)
- 1868 - Driekske van Bussel, arciere olandese († 1951)
- 1868 - Ambrogio Clerici, generale e politico italiano († 1955)
- 1868 - Agnes Henningsen, scrittrice danese († 1962)
- 1868 - Enrico Polo, violinista italiano († 1953)
- 1868 - Ernest Tassart, schermidore francese († 1930)
- 1869 - Arthur Stanley, politico britannico († 1947)
- 1869 - Giovanni Siorpaes, alpinista italiano († 1909)
- 1870 - Jack Richardson, attore statunitense († 1960)
- 1871 - Robert Hugh Benson, scrittore e presbitero inglese († 1914)
- 1871 - Louis Charbonneau-Lassay, storico, archeologo e incisore francese († 1946)
- 1872 - Ivan Gavrilovič Blinov, pittore russo († 1944)
- 1872 - Edward Marsh, traduttore britannico († 1953)
- 1872 - Margaret Seddon, attrice statunitense († 1968)
- 1872 - Giovanni Vacca, matematico, storico della scienza e sinologo italiano († 1953)
- 1873 - James Jones, calciatore britannico († 1955)
- 1873 - Carlo Respighi, presbitero italiano († 1947)
- 1873 - Alice Schanzer, poetessa, traduttrice e critica letteraria austriaca († 1936)
- 1873 - Francisco Villota, giocatore di palla basca spagnolo († 1950)
- 1874 - Alfred Schwarzschild, pittore e grafico tedesco († 1948)
- 1875 - Pelagio Rossi, politico italiano
- 1876 - Lynn St. John, allenatore di pallacanestro statunitense († 1950)
- 1876 - Giuseppe Vannicola, violinista, traduttore e scrittore italiano († 1915)
- 1877 - Jules Isaac, storico francese († 1963)
- 1877 - Hermann Kantorowicz, giurista tedesco († 1940)
- 1877 - Arthur Cecil Pigou, economista inglese († 1959)
- 1877 - Hede von Trapp, poetessa e pittrice austriaca († 1947)
- 1878 - Tommaso Gallarati Scotti, nobile, scrittore e militare italiano († 1966)
- 1878 - Katie Johnson, attrice britannica († 1957)
- 1878 - Hubert Loutsch, politico lussemburghese († 1946)
- 1878 - Mitsuyo Maeda, judoka giapponese († 1941)
- 1878 - Helene von Nostitz, scrittrice e pianista tedesca († 1944)
- 1878 - Pulvio Zocchi, attivista e sindacalista italiano
- 1880 - Harry Harris, pugile statunitense († 1958)
- 1880 - Paul Maas, filologo classico e linguista tedesco († 1964)
- 1880 - Juan Maglio ''Pacho'', compositore e direttore d'orchestra argentino († 1934)
- 1881 - Gösta Åsbrink, ginnasta e pentatleta svedese († 1966)
- 1881 - Nikolaj Sergeevič Žiljaev, docente e musicologo russo († 1938)
- 1882 - Gino Girolamo Fanno, ingegnere meccanico italiano († 1962)
- 1882 - Emmett C. Hall, sceneggiatore statunitense († 1956)
- 1882 - Wyndham Lewis, pittore e scrittore britannico († 1957)
- 1882 - Jacques Maritain, filosofo francese († 1973)
- 1882 - Ugo Palmerini, drammaturgo italiano († 1959)
- 1883 - Albert Oldman, pugile britannico († 1961)
- 1883 - Gustav Suits, poeta e letterato estone († 1956)
- 1883 - Carl Vinson, politico statunitense († 1981)
- 1884 - John Dellert, ginnasta e multiplista statunitense († 1985)
- 1884 - Emma Strada, ingegnera italiana († 1970)
- 1885 - Phog Allen, allenatore di pallacanestro statunitense († 1974)
- 1885 - Clemente Cassis, imprenditore e pittore italiano († 1966)
- 1885 - Adelasia Cocco, medica italiana († 1983)
- 1885 - John Garrels, ostacolista, pesista e discobolo statunitense († 1956)
- 1886 - Frank Dobson, scultore britannico († 1963)
- 1886 - Ferenc Münnich, politico ungherese († 1967)
- 1886 - Delio Tessa, scrittore e poeta italiano († 1939)
- 1887 - Lucia Apicella, filantropa italiana († 1982)
- 1887 - Sydney Battersby, nuotatore britannico († 1974)
- 1887 - Felice Bauer, prussiana († 1960)
- 1887 - Luigi Ferraris, calciatore, ingegnere e militare italiano († 1915)
- 1887 - Giovanni Battista Oxilia, generale italiano († 1953)
- 1888 - Richard Brünner, schermidore austriaco († 1962)
- 1888 - Nestore Caggiano, compositore e oboista italiano († 1918)
- 1888 - Frances Marion, sceneggiatrice, regista e giornalista statunitense († 1973)
- 1888 - Gustaf Molander, attore e regista svedese († 1973)
- 1888 - Giovanni Zanzotto, pittore e decoratore italiano († 1960)
- 1889 - Amelita Galli-Curci, soprano italiano († 1963)
- 1889 - Stanislav Kosior, politico sovietico († 1939)
- 1889 - Ernst von Leyser, generale tedesco († 1962)
- 1889 - Hannes Meyer, architetto svizzero († 1954)
- 1889 - Attilio Palatini, matematico e fisico italiano († 1949)
- 1889 - Ernesto Tagliaferri, musicista italiano († 1937)
- 1889 - Zoltán Tildy, politico ungherese († 1961)
- 1890 - Robert Durrer, ingegnere svizzero († 1978)
- 1890 - Petro Werhun, presbitero ucraino († 1957)
- 1890 - Irvin Willat, regista, sceneggiatore e direttore della fotografia statunitense († 1976)
- 1891 - Maria Ivogün, soprano ungherese († 1987)
- 1891 - Gio Ponti, architetto e designer italiano († 1979)
- 1891 - László Széchy, schermidore ungherese († 1963)
- 1892 - Cesare Amè, generale e agente segreto italiano († 1983)
- 1892 - Franz Fichta, calciatore austriaco († 1967)
- 1892 - Józef Gawlina, arcivescovo cattolico polacco († 1964)
- 1892 - Gennaro Sora, militare italiano († 1949)
- 1893 - Karimeh Abbud, fotografa palestinese († 1940)
- 1893 - Vittorio Gussoni, pittore italiano († 1968)
- 1894 - Earl Eby, mezzofondista statunitense († 1970)
- 1894 - Luigi Olivi, aviatore e militare italiano († 1917)
- 1896 - Martinius Kristoffersen, calciatore norvegese († 1949)
- 1897 - Patrick Maynard Stuart Blackett, fisico britannico († 1974)
- 1897 - James Mitchell, calciatore inglese († 1975)
- 1897 - Mario Palomba, politico e avvocato italiano († 1969)
- 1897 - Torquato Rossini, dirigente sportivo e calciatore italiano († 1987)
- 1898 - Clemente Biondetti, pilota automobilistico italiano († 1955)
- 1898 - Giuseppe Breccia Fratadocchi, ingegnere e architetto italiano († 1955)
- 1898 - Davey Brown, calciatore statunitense († 1970)
- 1898 - Joris Ivens, regista, sceneggiatore e montatore olandese († 1989)
- 1898 - John Stuart, attore scozzese († 1979)
- 1899 - Barbara Giuranna, compositrice italiana († 1998)
- 1899 - Fritz Kaftanski, inventore e imprenditore francese († 1988)
- 1899 - Li Lisan, politico, sindacalista e militare cinese († 1967)
- 1899 - Eugene Ormandy, direttore d'orchestra e violinista ungherese († 1985)
- 1900 - William Wallace Smith, predicatore e religioso statunitense († 1989)

## XX secolo(849)
- 1901 - Jacques Faggianelli, politico francese († 1989)
- 1901 - Lillian Fuchs, violista e compositrice statunitense († 1995)
- 1901 - George Gallup, statistico statunitense († 1984)
- 1901 - H. Bruce Humberstone, regista statunitense († 1984)
- 1901 - Charles Edward Kemp, compositore di scacchi britannico († 1986)
- 1901 - Rajaram Vankudre Shantaram, regista e sceneggiatore indiano († 1990)
- 1902 - Franklin Adreon, regista e produttore cinematografico statunitense († 1979)
- 1902 - Michele Galdieri, commediografo, paroliere e sceneggiatore italiano († 1965)
- 1902 - Eugenia Gilbert, attrice statunitense († 1978)
- 1902 - Luis Lucchetti, schermidore argentino († 1990)
- 1902 - Robin Vane-Tempest-Stewart, VIII marchese di Londonderry, nobile e politico inglese († 1955)
- 1903 - Roland Anderson, scenografo statunitense († 1989)
- 1903 - Clemente Caccianiga, cestista e rugbista a 15 italiano († 1982)
- 1903 - Stanislao Ceschi, politico italiano († 1983)
- 1903 - Andrea Ferrero, diplomatico italiano († 1996)
- 1903 - Raul Jorge, calciatore portoghese
- 1904 - Mihai Antonescu, politico, criminale di guerra e avvocato rumeno († 1946)
- 1904 - Cesare Curcio, politico italiano († 1961)
- 1904 - Alva Duer, cestista, allenatore di pallacanestro e dirigente sportivo statunitense († 1987)
- 1904 - Gerard Lambrechts, ciclista su strada belga († 1984)
- 1905 - Giuseppe Cavanna, calciatore italiano († 1976)
- 1905 - William Culbertson III, biblista e vescovo anglicano statunitense († 1971)
- 1905 - Sandro De Feo, scrittore, giornalista e sceneggiatore italiano († 1968)
- 1906 - Corneliu Baba, pittore e illustratore rumeno († 1997)
- 1906 - Alec Issigonis, ingegnere britannico († 1988)
- 1906 - Klaus Mann, scrittore tedesco († 1949)
- 1906 - Gianni Mazzocchi, editore italiano († 1984)
- 1906 - Sait Faik, scrittore turco († 1954)
- 1906 - George Wald, biologo, fisiologo e biochimico statunitense († 1997)
- 1907 - Hilario López, calciatore messicano († 1965)
- 1907 - Gustav Nezval, attore ceco († 1998)
- 1907 - Edward Peil Jr., attore statunitense († 1962)
- 1907 - Andrej Plávka, poeta, scrittore e politico slovacco († 1982)
- 1907 - Compay Segundo, compositore, musicista e cantante cubano († 2003)
- 1908 - Imogene Coca, attrice statunitense († 2001)
- 1908 - Aleksandr Pavlovič Guljaev, ingegnere e compositore di scacchi russo († 1998)
- 1908 - Georges Vajda, arabista, ebraista e islamista francese († 1981)
- 1909 - Karl Behrens, ingegnere tedesco († 1943)
- 1909 - Emilio Cigoli, attore, doppiatore e direttore del doppiaggio italiano († 1980)
- 1909 - Salvatore Corrias, militare e partigiano italiano († 1945)
- 1909 - Johnny Mercer, paroliere, compositore e cantante statunitense († 1976)
- 1909 - Frank Shields, tennista e attore statunitense († 1975)
- 1910 - Gunnar Fischer, direttore della fotografia svedese († 2011)
- 1910 - Joseph-Marie Lo Duca, scrittore, critico d'arte e storico del cinema francese († 2004)
- 1910 - Fritzi Löwy, nuotatrice austriaca († 1994)
- 1910 - Harald-Otto Mors, militare tedesco († 2001)
- 1910 - Mario Vergara, presbitero e missionario italiano († 1950)
- 1911 - Alfred Bauer, giurista e storico del cinema tedesco († 1986)
- 1911 - Attilio Bertolucci, poeta italiano († 2000)
- 1911 - Antonio Campilongo, calciatore argentino
- 1911 - Kimon Friar, poeta e traduttore statunitense († 1993)
- 1911 - Camillo Mussi, hockeista su ghiaccio italiano († 1940)
- 1912 - Arthur Herman Holmgren, botanico e esploratore statunitense († 1992)
- 1912 - Ernest Johnson, pistard britannico († 1997)
- 1912 - André Pailler, arcivescovo cattolico francese († 1994)
- 1912 - Alfred Zimmermann, cestista estone († 1961)
- 1913 - Aisha Abd al-Rahman, scrittrice, editrice e docente egiziana († 1998)
- 1913 - Charles Brenner, psicoanalista statunitense († 2008)
- 1913 - Alessandro Faedo, matematico e politico italiano († 2001)
- 1913 - Mārtiņš Grundmanis, cestista lettone († 1945)
- 1914 - Lamberto Bartolucci, architetto italiano († 1963)
- 1914 - Leonard De Paur, direttore di coro, direttore d'orchestra e compositore statunitense († 1998)
- 1914 - Adriano Guarnieri, sciatore alpino italiano († 1983)
- 1914 - Alban William Phillips, economista neozelandese († 1975)
- 1915 - Giuseppe Albanese Ruffo, militare italiano († 1942)
- 1915 - Walter Günther, calciatore tedesco († 1989)
- 1915 - Leoncillo Leonardi, scultore e disegnatore italiano († 1968)
- 1915 - René Margotton, pittore, litografo e illustratore francese († 2009)
- 1915 - Boots Mussulli, sassofonista, clarinettista e direttore d'orchestra statunitense († 1967)
- 1915 - Alfred Nakache, nuotatore e pallanuotista francese († 1983)
- 1915 - Dennis Pappas, pallanuotista sudafricano († 1984)
- 1916 - Melio Bettina, pugile statunitense († 1996)
- 1916 - Alfred Lanzon, pallanuotista maltese († 1979)
- 1917 - Pedro Infante, cantante e attore messicano († 1957)
- 1917 - Giovanni Torrisi, ammiraglio italiano († 1992)
- 1918 - Luigi Di Franco, calciatore e allenatore di calcio italiano
- 1918 - Martti Huhtala, combinatista nordico finlandese († 2005)
- 1919 - Anatolij Dneprov, romanziere sovietico († 1975)
- 1919 - Walter Dzur, calciatore tedesco († 1999)
- 1919 - André Mahé, ciclista su strada francese († 2010)
- 1919 - Virgilio Panzuti, compositore e produttore discografico italiano († 1994)
- 1919 - Noris Siliprandi, biochimico italiano († 2000)
- 1920 - Konstantin Beskov, calciatore e allenatore di calcio sovietico († 2006)
- 1920 - Dick Fitzgerald, cestista e allenatore di pallacanestro statunitense († 1968)
- 1920 - Mustafa Khalil, politico egiziano († 2008)
- 1920 - Alberto Marchetti, calciatore italiano († 2015)
- 1920 - Ron Suart, calciatore e allenatore di calcio britannico († 2015)
- 1921 - Emilio Agazzi, filosofo italiano († 1991)
- 1921 - Óscar Cabral, pallanuotista portoghese
- 1921 - Giovanni Comotti, calciatore italiano
- 1921 - Fouad el-Kheir, cestista e allenatore di pallacanestro egiziano († 2003)
- 1921 - Almerina Ipsevich, economista italiana († 2003)
- 1921 - George Nagobads, medico lettone († 2023)
- 1921 - Daniele Paris, musicista italiano († 1989)
- 1921 - Gioacchino Stevan, religioso italiano († 1949)
- 1922 - Ray Ellefson, cestista statunitense († 1994)
- 1922 - Marjorie Gestring, tuffatrice statunitense († 1992)
- 1922 - Agustín Pagola Gómez, calciatore sovietico († 1975)
- 1922 - Luis Somoza Debayle, politico nicaraguense († 1967)
- 1922 - Enrico Vanzini, militare italiano († 2025)
- 1923 - Dante Agostini, canoista italiano
- 1923 - Roberto Capparelli, calciatore argentino († 2000)
- 1923 - Emilio Clerici, cestista italiano († 2024)
- 1923 - Robert Graf, attore tedesco († 1966)
- 1923 - Alan Shepard, astronauta e aviatore statunitense († 1998)
- 1923 - Ted Stevens, politico statunitense († 2010)
- 1924 - Camilian Demetrescu, pittore, scultore e scrittore romeno († 2012)
- 1924 - Alexander John Mackenzie Stuart, giurista britannico († 2000)
- 1924 - Gaetano Rebecchini, ingegnere, giornalista e politico italiano († 2020)
- 1925 - Gerd Bacher, giornalista austriaco († 2015)
- 1925 - Helen Barolini, scrittrice, traduttrice e saggista statunitense († 2023)
- 1925 - Pierre Bouladou, sollevatore francese († 2022)
- 1925 - Toni Breder, lunghista e dirigente sportivo tedesco († 1989)
- 1925 - Yvonne Bryceland, attrice sudafricana († 1992)
- 1925 - George Keymas, attore statunitense († 2008)
- 1925 - Ken Leslie, cestista e allenatore di pallacanestro statunitense († 2000)
- 1925 - Marta Sordi, storica italiana († 2009)
- 1926 - Estanislao Basora, calciatore spagnolo († 2012)
- 1926 - Manlio Cerroni, imprenditore italiano
- 1926 - Dorothy Collins, attrice e cantante canadese († 1994)
- 1926 - Dennis William Sciama, fisico britannico († 1999)
- 1927 - Liane Augustin, cantante e attrice austriaca († 1978)
- 1927 - Hank Ballard, cantautore statunitense († 2003)
- 1927 - Gérard Calvet, abate francese († 2008)
- 1927 - Alessandro D'Eva, direttore della fotografia italiano († 2013)
- 1927 - Ėl'dar Aleksandrovič Rjazanov, regista, attore e poeta sovietico († 2015)
- 1928 - Rino Benedetti, ciclista su strada italiano († 2002)
- 1928 - Max Grießer, attore e cantante tedesco († 2000)
- 1928 - Sheila Jordan, cantautrice statunitense († 2025)
- 1928 - Salvador Laurel, politico filippino († 2004)
- 1928 - Max Turilli, attore e doppiatore italiano († 2006)
- 1929 - Gianna D'Angelo, soprano statunitense († 2013)
- 1929 - Giorgio Fanan, collezionista d'arte e bibliografo italiano († 2025)
- 1929 - Louise J. Kaplan, psicoanalista e scrittrice statunitense († 2012)
- 1929 - Pat Lawson, cestista e golfista canadese († 2019)
- 1929 - John McMartin, attore statunitense († 2016)
- 1929 - Hans Mezger, ingegnere e progettista tedesco († 2020)
- 1930 - Irv Bemoras, cestista statunitense († 2007)
- 1930 - Sonja Edström, fondista svedese († 2020)
- 1930 - Franco Fayenz, critico musicale, musicologo e giornalista italiano († 2022)
- 1930 - Kazimierz Kord, direttore d'orchestra polacco († 2021)
- 1930 - Marcel Marlier, artista, illustratore e fumettista belga († 2011)
- 1931 - Brian Birch, allenatore di calcio e calciatore inglese († 1989)
- 1931 - Barbara Darrow, attrice statunitense († 2018)
- 1931 - Brad Sullivan, attore statunitense († 2008)
- 1932 - Barrie Betts, calciatore inglese († 2018)
- 1932 - René Bliard, calciatore francese († 2009)
- 1932 - Nasif Estéfano, pilota automobilistico argentino († 1973)
- 1932 - Carlo Tagnin, calciatore e allenatore di calcio italiano († 2000)
- 1933 - Vladimir Agapov, calciatore e allenatore di calcio sovietico († 2024)
- 1933 - Henri Alberto, calciatore e allenatore di calcio italiano († 2019)
- 1933 - Piero Bartezzaghi, enigmista italiano († 1989)
- 1933 - Bruce Conner, pittore, scultore e regista statunitense († 2008)
- 1933 - Charlotte Moorman, violoncellista e artista statunitense († 1991)
- 1933 - Giovanni Pace, politico italiano († 2018)
- 1933 - Jacques Roulot, schermidore francese († 2002)
- 1933 - Arnaldo Taurisano, allenatore di pallacanestro italiano († 2019)
- 1933 - Mario Vallotto, ciclista su strada e pistard italiano († 1966)
- 1933 - Vasilīs Vasilikos, scrittore, diplomatico e dirigente d'azienda greco († 2023)
- 1934 - Furio Arrasich, fumettista italiano
- 1934 - Tina De Paolis, cantante italiana
- 1934 - Zequinha, calciatore brasiliano († 2009)
- 1935 - Rudolf Bahro, politico e filosofo tedesco († 1997)
- 1935 - Alain Barrière, cantante francese († 2019)
- 1935 - Francesca Benedetti, attrice italiana († 2025)
- 1935 - Babette, cantante e attrice italiana
- 1935 - Paolo Ciofi, politico, economista e saggista italiano († 2023)
- 1935 - William Cullen, avvocato e giudice britannico
- 1935 - Nicola Iacobacci, poeta e letterato italiano († 2018)
- 1936 - Ennio Antonelli, cardinale e arcivescovo cattolico italiano
- 1936 - Heinz Bäni, calciatore svizzero († 2014)
- 1936 - Don Cherry, trombettista statunitense († 1995)
- 1936 - Giuseppe Mandolini, pilota motociclistico italiano
- 1936 - Salvatore Totò Rizzo, giornalista e scrittore italiano († 1986)
- 1936 - Ante Žanetić, calciatore jugoslavo († 2014)
- 1937 - Attilio Belli, urbanista italiano
- 1937 - Vincenzo De Dura, ex calciatore italiano
- 1937 - Gyula Dobay, nuotatore ungherese († 2007)
- 1937 - Adolfo Lastretti, attore e doppiatore italiano († 2018)
- 1937 - Giuseppe Liccardi, militare italiano († 1999)
- 1937 - Vincenzo Perrone, politico italiano († 2024)
- 1937 - Silverio Pisu, cantautore, attore e scrittore italiano († 2004)
- 1937 - Rui Resende, attore brasiliano
- 1937 - Totò Savio, compositore, arrangiatore e paroliere italiano († 2004)
- 1937 - Doug Smith, dirigente sportivo e calciatore scozzese († 2012)
- 1938 - Jules Mikhael Al-Jamil, arcivescovo cattolico iracheno († 2012)
- 1938 - Mario Artali, dirigente d'azienda e politico italiano († 2023)
- 1938 - Paolo Conti, ex cestista, scultore e pittore italiano
- 1938 - Giancarlo Danova, allenatore di calcio e calciatore italiano († 2014)
- 1938 - Norbert Ratsirahonana, politico malgascio
- 1938 - Karl Schranz, ex sciatore alpino austriaco
- 1938 - Lia Scutari, cantante e attrice italiana († 2011)
- 1938 - Corrado Varesco, ex biatleta e fondista italiano
- 1939 - Margaret Atwood, poetessa, scrittrice e critica letteraria canadese
- 1939 - Oscar Calics, ex calciatore argentino
- 1939 - Jean Degros, ex cestista e allenatore di pallacanestro francese
- 1939 - Gino Di Procida, cantante italiano
- 1939 - Luigi Faccini, regista italiano
- 1939 - Giorgetto Giorgi, critico letterario italiano
- 1939 - Amanda Lear, cantante, attrice e conduttrice televisiva francese
- 1939 - Ian McCulloch, attore britannico
- 1939 - John O'Keefe, psicologo statunitense
- 1939 - Liz J. Patterson, politica statunitense († 2018)
- 1939 - Pilar Roldán, ex schermitrice messicana
- 1939 - Brenda Vaccaro, attrice statunitense
- 1940 - Adriano Aprà, critico cinematografico, attore e saggista italiano († 2024)
- 1940 - Haim Harari, fisico israeliano
- 1940 - Bruno Peretti, ciclista su strada italiano († 2008)
- 1940 - Qābūs bin Saʿīd Āl Saʿīd, sovrano omanita († 2020)
- 1940 - Susana Ruiz Cerutti, politica e diplomatica argentina († 2024)
- 1940 - Eladio Silvestre, ex calciatore spagnolo
- 1940 - James Welch, scrittore e poeta statunitense († 2003)
- 1941 - Bruno De Zordo, saltatore con gli sci italiano († 2004)
- 1941 - David Hemmings, attore, regista e cantante britannico († 2003)
- 1941 - Klaus Hildebrand, storico tedesco
- 1941 - Tsunehisa Itō, sceneggiatore giapponese († 2021)
- 1941 - Alan Rudkin, pugile britannico († 2010)
- 1941 - Ante Žaja, ex calciatore jugoslavo
- 1942 - Linda Evans, attrice statunitense
- 1942 - Mónica Randall, attrice spagnola
- 1942 - Susan Sullivan, attrice statunitense
- 1943 - Touw Hian Bwee, compositore di scacchi indonesiano
- 1943 - Osamu Dezaki, regista giapponese († 2011)
- 1943 - John Mackin, calciatore scozzese († 2022)
- 1943 - Leonardo Sandri, cardinale e arcivescovo cattolico argentino
- 1943 - Gábor Szarvas, sollevatore ungherese († 1992)
- 1943 - Carlo Tacchini, calciatore italiano († 2021)
- 1944 - Ibrahim Böhme, politico tedesco († 1999)
- 1944 - Giorgio Garbarini, ex calciatore italiano
- 1944 - Wolfgang Joop, stilista, designer e scrittore tedesco
- 1944 - Caroline Krook, vescova luterana svedese († 2025)
- 1944 - Arthur J. Nascarella, attore statunitense
- 1944 - Giuseppe Pambieri, attore, regista teatrale e doppiatore italiano
- 1944 - Michele Piccirillo, francescano e archeologo italiano († 2008)
- 1944 - Pascal Schembri, scrittore italiano
- 1945 - Walter Bobbie, regista teatrale, librettista e attore statunitense
- 1945 - John Cottrill, ex tennista australiano
- 1945 - John Dickson, ex cestista statunitense
- 1945 - Wilma Mankiller, politica e attivista statunitense († 2010)
- 1945 - Giancarlo Petrini, vescovo cattolico italiano
- 1945 - Mahinda Rajapaksa, avvocato e politico singalese
- 1945 - Garfield Smith, ex cestista statunitense
- 1946 - Gavino Angius, politico italiano
- 1946 - Pierre Chanal, militare francese († 2003)
- 1946 - Alan Dean Foster, scrittore statunitense
- 1946 - Bernd Gersdorff, ex calciatore tedesco
- 1946 - Jack N. Green, direttore della fotografia e regista statunitense
- 1946 - Niky, cantante italiana
- 1946 - Chris Rainbow, cantante, compositore e produttore discografico scozzese († 2015)
- 1946 - Aldo Timossi, giornalista e scrittore italiano
- 1947 - Ron Adams, allenatore di pallacanestro statunitense
- 1947 - Mike Carabello, percussionista statunitense
- 1947 - Arkadiusz Koniecki, ex cestista e allenatore di pallacanestro polacco
- 1947 - Omar Larrosa, ex calciatore argentino
- 1947 - Jameson Parker, attore statunitense
- 1948 - Luciano Aristei, allenatore di calcio e ex calciatore italiano
- 1948 - Alessandro Bressanello, attore e regista italiano
- 1948 - Ida Collu, attivista e politica italiana
- 1948 - Joe Corrigan, allenatore di calcio e ex calciatore britannico
- 1948 - Frances Fyfield, scrittrice britannica
- 1948 - Vinko Jelovac, ex cestista e allenatore di pallacanestro jugoslavo
- 1948 - Ana Mendieta, artista cubana († 1985)
- 1948 - Paul Mockapetris, informatico statunitense
- 1948 - Neville Oxford, ex calciatore giamaicano
- 1948 - Aleksandr Piskarëv, allenatore di calcio e ex calciatore russo
- 1948 - Oleg Rudnov, imprenditore russo († 2015)
- 1948 - Jack Tatum, giocatore di football americano statunitense († 2010)
- 1949 - Enrica Bonaccorti, conduttrice televisiva, conduttrice radiofonica e paroliera italiana
- 1949 - Hans Müller, pilota motociclistico svizzero
- 1949 - Herman Rarebell, batterista tedesco
- 1949 - Billy Shepherd, ex cestista statunitense
- 1949 - Bonnie St. Claire, cantante olandese
- 1949 - Ahmed Zaki, attore egiziano († 2005)
- 1950 - Attilio Berti, allenatore di calcio e ex calciatore italiano
- 1950 - Tommy Cassidy, calciatore e allenatore di calcio nordirlandese († 2024)
- 1950 - Alessandro D'Errico, arcivescovo cattolico italiano
- 1950 - Dennis Haskins, attore statunitense
- 1950 - Yoshiaki Kawajiri, regista e sceneggiatore giapponese
- 1950 - Graham Parker, cantautore britannico
- 1950 - Eric Pierpoint, attore statunitense
- 1950 - Rudy Sarzo, bassista cubano
- 1950 - Michael Swanwick, scrittore statunitense
- 1951 - Mark Neil Brown, ex astronauta statunitense
- 1951 - Dudu Fisher, attore teatrale e cantante israeliano
- 1951 - Bill Hajt, ex hockeista su ghiaccio canadese
- 1951 - Bernd Jäger, ex ginnasta tedesco
- 1951 - Alan R. Moon, autore di giochi britannico
- 1951 - Davit Q'ipiani, calciatore e allenatore di calcio sovietico († 2001)
- 1951 - Justin Raimondo, scrittore statunitense († 2019)
- 1951 - Yoni Rechter, musicista, compositore e pianista israeliano
- 1951 - Heinrich Schiff, violoncellista e direttore d'orchestra austriaco († 2016)
- 1951 - Shoshana Zuboff, sociologa e saggista statunitense
- 1951 - Stjepan Čordaš, allenatore di calcio e ex calciatore croato
- 1952 - Annika Banfield, scrittrice, produttrice cinematografica e editrice svedese
- 1952 - Claudio Capone, doppiatore, annunciatore televisivo e direttore del doppiaggio italiano († 2008)
- 1952 - Willi Frommelt, ex sciatore alpino liechtensteinese
- 1952 - Margherita Gargano, ex mezzofondista italiana
- 1952 - Harald Konopka, ex calciatore tedesco
- 1952 - Delroy Lindo, attore britannico
- 1952 - Stefano Moretti, politico italiano
- 1952 - Antonio Russo, politico italiano († 2012)
- 1952 - Leonardo Sapienza, presbitero e scrittore italiano
- 1952 - Dorothy Stanley, attrice teatrale statunitense
- 1952 - Gabriele Valentini, dirigente sportivo e ex calciatore italiano
- 1953 - Monica Amari, saggista italiana
- 1953 - Judy Chaloner, ex tennista neozelandese
- 1953 - Franco Gerardini, politico italiano
- 1953 - Ivo Ištuk, allenatore di calcio e dirigente sportivo bosniaco
- 1953 - Alain Moizan, allenatore di calcio e ex calciatore francese
- 1953 - Alan Moore, fumettista e scrittore britannico
- 1953 - Kevin Nealon, attore, comico e produttore cinematografico statunitense
- 1953 - Janusz Wójcik, allenatore di calcio, calciatore e politico polacco († 2017)
- 1954 - Carter Burwell, compositore statunitense
- 1954 - Adrie Koster, allenatore di calcio e ex calciatore olandese
- 1954 - Gail Marquis, ex cestista statunitense
- 1954 - Milan Martić, ex politico e poliziotto serbo
- 1954 - Adrian Mihalčišin, scacchista ucraino
- 1954 - Craig Stimac, giocatore di baseball statunitense († 2009)
- 1954 - Claudio Tamburrini, ex calciatore argentino
- 1955 - Fabrizio Camilli, politico e imprenditore italiano
- 1955 - Glenn Carano, ex giocatore di football americano statunitense
- 1955 - Pamela Kyle Crossley, storica statunitense
- 1955 - Ruta Gerulaitis, ex tennista statunitense
- 1955 - Svante Rasmuson, ex pentatleta e nuotatore svedese
- 1955 - Marco Susini, politico italiano
- 1955 - Cristina Tonelli, ex cestista italiana
- 1956 - Noel Brotherston, calciatore nordirlandese († 1995)
- 1956 - Alfredas Bumblauskas, storico lituano
- 1956 - Joseph Enanga, ex calciatore camerunese
- 1956 - Arturo Fernández Seara, ex cestista spagnolo
- 1956 - Warren Moon, ex giocatore di football americano statunitense
- 1956 - Maurizio Scanzani, allenatore di pallacanestro italiano
- 1957 - Giambattista Avellino, regista, sceneggiatore e autore televisivo italiano
- 1957 - Fulvio Bonavitacola, politico italiano
- 1957 - William Coryn, attore e doppiatore francese
- 1957 - Salvatore Farina, generale italiano
- 1957 - Angela Franke, ex nuotatrice tedesca orientale
- 1957 - Tom Hooker, cantante, compositore e produttore discografico statunitense
- 1957 - Elisha Levy, allenatore di calcio e ex calciatore israeliano
- 1957 - Joey Miyashima, attore statunitense
- 1957 - Michele Senese, mafioso italiano
- 1957 - Veržinija Veselinova, ex pesista bulgara
- 1958 - Sergio Omar Almirón, ex calciatore argentino
- 1958 - Robert Dill-Bundi, pistard e ciclista su strada svizzero († 2024)
- 1958 - Serena Galvani, velista e fotografa italiana
- 1958 - Oscar Nuñez, attore e comico cubano
- 1958 - Roman Pindel, vescovo cattolico polacco
- 1958 - Jim Stone, ex giocatore di football americano statunitense
- 1958 - Shirley Strong, ex ostacolista britannica
- 1958 - Adriano Tancon, ex hockeista su ghiaccio italiano
- 1959 - Cindy Blackman, batterista statunitense
- 1959 - Guido Chiesa, regista, sceneggiatore e critico musicale italiano
- 1959 - Nando Citarella, cantautore italiano
- 1959 - Giuseppe Di Pellegrino, neuroscienziato italiano
- 1959 - Gaute Engstrøm, ex calciatore norvegese
- 1959 - Waleed Mubarak, calciatore kuwaitiano († 2025)
- 1959 - Francesco Napoletano, politico italiano
- 1959 - Ulrich Noethen, attore tedesco
- 1959 - Jimmy Quinn, allenatore di calcio e ex calciatore nordirlandese
- 1959 - Karla Faye Tucker, criminale statunitense († 1998)
- 1960 - Stefania Giannini, linguista, glottologa e politica italiana
- 1960 - David Hobson, tenore e compositore australiano
- 1960 - Kent-Olle Johansson, ex lottatore svedese
- 1960 - Ivans Klementjevs, ex canoista sovietico
- 1960 - Elizabeth Perkins, attrice statunitense
- 1960 - Giorgio Porrà, giornalista e conduttore televisivo italiano
- 1960 - Claudio Recalcati, poeta italiano
- 1960 - Daniele Tacconi, ex calciatore italiano
- 1960 - Kim Wilde, cantante e attrice britannica
- 1961 - Nick Chinlund, attore statunitense
- 1961 - Juan Carlos Cremata Malberti, regista e sceneggiatore cubano
- 1961 - Jacques Decrion, dirigente sportivo e ex ciclista su strada francese
- 1961 - Raffaele Della Monica, fumettista italiano
- 1961 - Shkurte Fejza, cantante albanese
- 1961 - Robert Forest, ex ciclista su strada francese
- 1961 - Sarah Glaser, ex velista statunitense
- 1961 - Sjarhej Harlukovič, allenatore di calcio e ex calciatore sovietico
- 1961 - Giampiero Ingrassia, attore italiano
- 1961 - Steven Moffat, sceneggiatore e produttore televisivo britannico
- 1961 - Mauro Numa, schermidore italiano
- 1961 - Rick Owens, stilista statunitense
- 1961 - Alois Reinhardt, allenatore di calcio e ex calciatore tedesco
- 1961 - Anthony Warlow, cantante e attore australiano
- 1962 - Kader Belarbi, ex ballerino, direttore artistico e coreografo francese
- 1962 - Anthony Circelli, ex hockeista su ghiaccio canadese
- 1962 - Jim Filice, pilota motociclistico statunitense
- 1962 - Tim Guinee, attore statunitense
- 1962 - Kirk Hammett, chitarrista e compositore statunitense
- 1962 - Jan Kuehnemund, chitarrista statunitense († 2013)
- 1962 - Enrico Mutti, attore italiano
- 1962 - Jim Read, ex sciatore alpino canadese
- 1963 - Yousuf Al-Thunayan, ex calciatore saudita
- 1963 - Len Bias, cestista statunitense († 1986)
- 1963 - Todd Bowles, ex giocatore di football americano e allenatore di football americano statunitense
- 1963 - Paolo Del Brocco, dirigente d'azienda, dirigente pubblico e produttore cinematografico italiano
- 1963 - Olivier Fiquet, fumettista francese
- 1963 - Salvatore Iacolino, politico italiano
- 1963 - Brian Ledbetter, velista statunitense
- 1963 - Ivan Maffeis, arcivescovo cattolico italiano
- 1963 - Peter Schmeichel, ex calciatore danese
- 1963 - Daulet Turlykhanov, ex lottatore kazako
- 1963 - Daniel Zahno, scrittore svizzero
- 1963 - Zhang Yan, pittore cinese
- 1964 - Angelo Borrelli, funzionario italiano
- 1964 - Antonio Campo Dall'Orto, dirigente d'azienda italiano
- 1964 - Salud Carbajal, politico statunitense
- 1964 - Alessio Di Basco, dirigente sportivo e ex ciclista su strada italiano
- 1964 - Piera Muggiri, taekwondoka italiana
- 1964 - Fatima Naoot, scrittrice e poetessa egiziana
- 1964 - Sabu, regista, attore e sceneggiatore giapponese
- 1965 - Alfonso Bertozzi, ex calciatore italiano
- 1965 - Michael Crummey, scrittore e poeta canadese
- 1965 - Mike Ford, allenatore di rugby a 15 inglese
- 1965 - Simone Mori, doppiatore, direttore del doppiaggio e dialoghista italiano
- 1965 - Danilo Rossi, violista italiano
- 1965 - Jacek Ziober, ex calciatore polacco
- 1966 - Jorge Camacho, scrittore e esperantista spagnolo
- 1966 - Jean Driscoll, atleta paralimpica statunitense
- 1966 - Brett Dutton, ex pistard australiano
- 1966 - Rudy Giovannini, cantante e tenore italiano
- 1966 - Andreas Hansen, ex calciatore faroese
- 1966 - Thomas Huber, arrampicatore e alpinista tedesco
- 1966 - Mayumi Kuroda, ex cestista giapponese
- 1966 - LaVonna Martin, ex ostacolista statunitense
- 1966 - Marusha, disc jockey e cantante tedesca
- 1966 - Carla Menaldo, giornalista e scrittrice italiana
- 1966 - Zoran Savić, ex cestista e dirigente sportivo jugoslavo
- 1966 - Fausto Maria Sciarappa, attore e produttore cinematografico italiano
- 1966 - Tetsuya Takahashi, autore di videogiochi giapponese
- 1967 - Christian Bisceglia, regista, sceneggiatore e produttore cinematografico italiano
- 1967 - Stefan Brupbacher, politico svizzero
- 1967 - Patrizia Burul, doppiatrice e direttrice del doppiaggio italiana
- 1967 - Rémy Delhomme, ex schermidore francese
- 1967 - Rasa Kreivytė, ex cestista lituana
- 1967 - Peter Közle, ex calciatore tedesco
- 1967 - Gavin Peacock, ex calciatore inglese
- 1967 - Hélio Pereira dos Santos, vescovo cattolico brasiliano
- 1967 - Caroline Proust, attrice francese
- 1967 - Thomas Reineck, ex canoista tedesco
- 1967 - Bruce Westerman, politico statunitense
- 1968 - Anders Andersson, allenatore di sci alpino e ex sciatore alpino svedese
- 1968 - Paolo Carasso, allenatore di pallacanestro e dirigente sportivo italiano
- 1968 - Vangjel Dule, politico albanese
- 1968 - Barry Hunter, allenatore di calcio e ex calciatore nordirlandese
- 1968 - Kaido Kaaberma, ex schermidore estone
- 1968 - Fabrizio Lori, imprenditore e dirigente sportivo italiano
- 1968 - Romany Malco, attore e produttore discografico statunitense
- 1968 - Jhons Saucedo, ex giocatore di calcio a 5 paraguaiano
- 1968 - Ronald Singson, politico e imprenditore filippino
- 1968 - José Taira, ex calciatore portoghese
- 1968 - Owen Wilson, attore, sceneggiatore e cantante statunitense
- 1968 - Esteban de la Fuente, ex cestista argentino
- 1969 - Dan Bakkedahl, attore e comico statunitense
- 1969 - Demetrius Calip, cestista statunitense († 2023)
- 1969 - Sam Cassell, allenatore di pallacanestro e ex cestista statunitense
- 1969 - Matt Fish, ex cestista statunitense
- 1969 - Raghib Ismail, ex giocatore di football americano statunitense
- 1969 - Noémie Kocher, attrice e sceneggiatrice francese
- 1969 - Robert Rodallega, ex calciatore venezuelano
- 1969 - Daphne Rubin-Vega, attrice, cantante e ballerina statunitense
- 1969 - Duncan Sheik, cantautore e compositore statunitense
- 1969 - Kathleen Van Brempt, politica belga
- 1970 - Lucy Akhurst, attrice britannica
- 1970 - Elizabeth Anne Allen, attrice statunitense
- 1970 - Fabrizio Casalino, comico e cantautore italiano
- 1970 - Lorna Cepeda, attrice colombiana
- 1970 - Antonella Cilento, scrittrice, drammaturga e insegnante italiana
- 1970 - Bernice Coppieters, ex ballerina belga
- 1970 - Mike Epps, attore, comico e cantante statunitense
- 1970 - Camille Rose Garcia, pittrice, scultrice e illustratrice statunitense
- 1970 - Tunde Ikhidero, calciatore e giocatore di calcio a 5 nigeriano († 1997)
- 1970 - Megyn Kelly, giornalista e conduttrice televisiva statunitense
- 1970 - Johan Liiva, cantante svedese
- 1970 - Viera Lomjanská, ex cestista slovacca
- 1970 - Anna Loos, attrice e cantante tedesca
- 1970 - Gianluca Magi, filosofo e orientalista italiano
- 1970 - Chinami Nishimura, doppiatrice giapponese
- 1970 - Martin Pringle, dirigente sportivo, allenatore di calcio e ex calciatore svedese
- 1970 - Julija Sotnikova, ex velocista russa
- 1970 - Simone Sturari, taekwondoka italiano
- 1970 - Geert Van Bondt, dirigente sportivo e ex ciclista su strada belga
- 1970 - Peta Wilson, attrice e ex modella australiana
- 1970 - Mounir Zeghdoud, ex calciatore algerino
- 1971 - Thérèse Coffey, politica britannica
- 1971 - Aleksandr Grišin, allenatore di calcio e ex calciatore russo
- 1971 - Bobby Julich, ex ciclista su strada e dirigente sportivo statunitense
- 1971 - Lee Lim-saeng, ex calciatore e allenatore di calcio sudcoreano
- 1971 - Permaisuri Siti Aishah Abdul Rahman, sovrana malese
- 1971 - Tom Reed, politico statunitense
- 1971 - Milena Savova, ex cestista e allenatrice di pallacanestro bulgara
- 1971 - Simona Viola, ex maratoneta italiana
- 1972 - Jessi Alexander, cantante statunitense
- 1972 - Davide Cavuti, compositore, regista e ingegnere italiano
- 1972 - Chris Klug, snowboarder statunitense
- 1972 - Serhij Skačenko, ex calciatore ucraino
- 1972 - Andrea Zinsli, ex sciatore alpino svizzero
- 1973 - Sergej Grišin, ex calciatore russo
- 1973 - Jonnie Irwin, conduttore televisivo, scrittore e dirigente d'azienda britannico († 2024)
- 1973 - Darko Kovačević, dirigente sportivo e ex calciatore serbo
- 1973 - Milan Lach, vescovo cattolico slovacco
- 1973 - Lasse Olsen, allenatore di calcio e ex calciatore norvegese
- 1973 - Shiho Onodera, ex calciatrice giapponese
- 1973 - Maria Zervou, attrice, doppiatrice e direttrice del doppiaggio greca
- 1974 - Anne-Lise Bardet, ex canoista francese
- 1974 - Tricia Byrnes, ex snowboarder statunitense
- 1974 - Graham Coughlan, allenatore di calcio e ex calciatore irlandese
- 1974 - Alexander Feinestam, ex sciatore alpino e sciatore freestyle svedese
- 1974 - José Quitongo, allenatore di calcio e ex calciatore angolano
- 1974 - Chloë Sevigny, attrice e ex modella statunitense
- 1974 - Petter Solberg, pilota di rally norvegese
- 1974 - Max Tonetto, ex calciatore italiano
- 1974 - Luca Ungari, ex calciatore italiano
- 1974 - Foy Vance, cantautore e chitarrista britannico
- 1974 - Lia Olguța Vasilescu, politica rumena
- 1975 - Ihor Bobovyč, ex calciatore ucraino
- 1975 - Raffaele Costantino, ex calciatore italiano
- 1975 - Patricio Graff, allenatore di calcio e ex calciatore argentino
- 1975 - Felipe Guréndez, ex calciatore spagnolo
- 1975 - Altin Lala, allenatore di calcio e ex calciatore albanese
- 1975 - Valentin Lupașcu, ex calciatore moldavo
- 1975 - Beatriz Mendoza, ex atleta paralimpica spagnola
- 1975 - Dirk Müller, pilota automobilistico tedesco
- 1975 - David Ortiz, ex giocatore di baseball dominicano
- 1975 - Reshma Saujani, avvocata, educatrice e politica statunitense
- 1975 - Raquel Sánchez Jiménez, politica spagnola
- 1975 - Carmen Țurlea, ex pallavolista rumena
- 1975 - Jason Williams, ex cestista statunitense
- 1976 - Kento, rapper italiano
- 1976 - Papa Daouda Sene, ex calciatore senegalese
- 1976 - Guy Feutchine, ex calciatore camerunese
- 1976 - Sage Francis, rapper statunitense
- 1976 - David McWane, cantante, musicista e scrittore statunitense
- 1976 - Danny Needham, batterista inglese
- 1976 - Steven Pasquale, attore e cantante statunitense
- 1976 - Damien Sandras, informatico belga
- 1976 - Shagrath, cantante e polistrumentista norvegese
- 1976 - Marco Vannini, maestro di scherma e ex schermidore italiano
- 1976 - Matt Welsh, ex nuotatore australiano
- 1977 - Dīmītrīs Daskalakīs, ex calciatore cipriota
- 1977 - Savannah Haske, attrice statunitense
- 1977 - Manuel Ibarra, ex calciatore cileno
- 1977 - Fabolous, rapper e attore statunitense
- 1977 - Deiniol Jones, rugbista a 15 gallese
- 1977 - Kamil Mikulčík, cantante slovacco
- 1977 - Miranda Raison, attrice britannica
- 1977 - Walter Tortoroglio, pilota motociclistico italiano
- 1977 - Pastor Troy, rapper statunitense
- 1978 - Tamás Bognár, arbitro di calcio ungherese
- 1978 - Roberto Campisi, presbitero italiano
- 1978 - Maribel Domínguez, ex calciatrice messicana
- 1978 - Damien Johnson, ex calciatore nordirlandese
- 1978 - Aldo Montano, ex schermidore italiano
- 1978 - Andris Nelsons, direttore d'orchestra lettone
- 1978 - Azubike Oliseh, ex calciatore nigeriano
- 1978 - Miguel Rodrigo Pereira Vargas, ex calciatore portoghese
- 1978 - Hesler Phillips, ex calciatore honduregno
- 1978 - Ebru Özkan, attrice turca
- 1979 - Gil Baroni, produttore cinematografico, regista e sceneggiatore brasiliano
- 1979 - Milaisy Duany, ex cestista cubana
- 1979 - Jean Ferreira Narde, ex calciatore brasiliano
- 1979 - Gabriella Kouassi, ex multiplista francese
- 1979 - Neeti Mohan, cantante indiana
- 1979 - Perry Mutapa, ex calciatore zambiano
- 1979 - Alberto Nosè, pianista italiano
- 1979 - Nate Parker, attore, regista e sceneggiatore statunitense
- 1980 - Mathew Baynton, attore, sceneggiatore e musicista britannico
- 1980 - Valeriu Calancea, ex sollevatore rumeno
- 1980 - Joanna Calo, sceneggiatrice, produttrice televisiva e regista statunitense
- 1980 - Manuel Carrozza, ex sciatore alpino italiano
- 1980 - Luke Chadwick, ex calciatore inglese
- 1980 - Minori Chihara, doppiatrice e cantante giapponese
- 1980 - Kenza Dahmani, mezzofondista e maratoneta algerina
- 1980 - François Duval, pilota di rally belga
- 1980 - Hamza al-Ghamdi, terrorista saudita († 2001)
- 1980 - Denny Hamlin, pilota automobilistico statunitense
- 1980 - Dustin Kensrue, cantautore e musicista statunitense
- 1980 - Richard Limo, mezzofondista, siepista e maratoneta keniota
- 1980 - Ricky Manning, ex giocatore di football americano statunitense
- 1980 - Egutu Oliseh, ex calciatore nigeriano
- 1980 - Ivan Pelizzoli, dirigente sportivo e ex calciatore italiano
- 1980 - C.J. Wilson, ex giocatore di baseball statunitense
- 1980 - Christian Zeitz, ex pallamanista tedesco
- 1980 - Ivan Čerezov, ex biatleta russo
- 1981 - Alaa Abd el-Fattah, blogger, informatico e attivista egiziano
- 1981 - Alexandre Boucicaut, ex calciatore haitiano
- 1981 - Figaro Ceng, attore taiwanese
- 1981 - Mekia Cox, attrice e ballerina statunitense
- 1981 - Thierry Dusautoir, rugbista a 15 francese
- 1981 - Andrea Felber, ex sciatrice alpina austriaca
- 1981 - Geronimo Goeloe, velocista
- 1981 - Mike Jones, rapper e attore statunitense
- 1981 - Lee Sang-ho, ex calciatore sudcoreano
- 1981 - Nasim Pedrad, attrice iraniana
- 1981 - Vittoria Puccini, attrice italiana
- 1981 - Maggie Stiefvater, scrittrice statunitense
- 1981 - Allison Tolman, attrice statunitense
- 1981 - Christina Vidal, attrice e cantautrice statunitense
- 1982 - Freyr Alexandersson, allenatore di calcio e ex calciatore islandese
- 1982 - Gracia Baur, cantante tedesca
- 1982 - David Bystroň, calciatore ceco († 2017)
- 1982 - Filip Despotovski, ex calciatore macedone
- 1982 - Christian Diego Di Sanzo, politico italiano
- 1982 - Justin Knapp, attivista statunitense
- 1982 - Manuel Lucena, ex calciatore spagnolo
- 1982 - Olivia Nobs, snowboarder svizzera
- 1982 - Hannes Peckolt, velista tedesco
- 1982 - Ricardo Nuno Oliveira da Rocha, ex calciatore portoghese
- 1982 - Marlène Schiappa, scrittrice, attivista e politica francese
- 1982 - Akeno Watanabe, doppiatrice giapponese
- 1982 - Damon Wayans Jr., attore e comico statunitense
- 1983 - Kayi Cheung, modella hongkonghese
- 1983 - Mila J, cantautrice, rapper e ballerina statunitense
- 1983 - Michael Richard Dawson, ex calciatore inglese
- 1983 - Julia Ducournau, regista e sceneggiatrice francese
- 1983 - Loïs Habert, ex biatleta francese
- 1983 - Julius Hodge, ex cestista e allenatore di pallacanestro americo-verginiano
- 1983 - Serik Jamanqulov, ex giocatore di calcio a 5 kazako
- 1983 - Jon Lech Johansen, programmatore norvegese
- 1983 - Andrej Jurkov, bobbista russo
- 1983 - Robert Kazinsky, attore e modello britannico
- 1983 - Anetta Keys, ex attrice pornografica ceca
- 1983 - Daniel Moen Hansen, calciatore, giocatore di beach soccer e giocatore di calcio a 5 norvegese
- 1983 - Davide Parente, ex cestista e dirigente sportivo italiano
- 1983 - Isabel Swan, velista brasiliana
- 1983 - Devon Weigel, attrice canadese
- 1984 - François Bourque, ex sciatore alpino canadese
- 1984 - Johnny Christ, bassista statunitense
- 1984 - Vera Feščenko, pentatleta russa
- 1984 - Guni Israeli, ex cestista e allenatore di pallacanestro israeliano
- 1984 - Enar Jääger, ex calciatore estone
- 1984 - Manfredi Lucibello, regista cinematografico italiano
- 1984 - Dominik Meichtry, ex nuotatore svizzero
- 1984 - Takayuki Nakahara, ex calciatore giapponese
- 1984 - Nelson Romero, calciatore paraguaiano
- 1984 - Sabin Tambrea, attore romeno
- 1984 - Rafael Pereira dos Santos, calciatore brasiliano
- 1985 - Eleonora Albrecht, attrice, modella e cantante italiana
- 1985 - Gerardo Arias, calciatore guatemalteco
- 1985 - Esquerdinha, ex giocatore di calcio a 5 brasiliano
- 1985 - Allyson Felix, ex velocista statunitense
- 1985 - Alexander Gabrielsen, ex calciatore norvegese
- 1985 - Mike Gibson, giocatore di football americano statunitense
- 1985 - Luís Godinho, arbitro di calcio portoghese
- 1985 - Hiromi Miyake, sollevatrice giapponese
- 1985 - Nóra Nagy, cestista ungherese
- 1985 - Emmanuelle Nicot, regista e sceneggiatrice francese
- 1985 - Marc Schnatterer, ex calciatore tedesco
- 1985 - Tim Sheehy, militare, imprenditore e politico statunitense
- 1985 - Adriaan Strauss, ex rugbista a 15 sudafricano
- 1986 - Joseph Ashton, attore e doppiatore statunitense
- 1986 - Nick Bateman, modello, artista marziale e attore canadese
- 1986 - Erik Bukowski, pallanuotista tedesco
- 1986 - Kateřina Böhmová, ex tennista ceca
- 1986 - Elim Chan, direttrice d'orchestra hongkonghese
- 1986 - Andrei Chivulete, arbitro di calcio rumeno
- 1986 - Dinarə Gimatova, ex ginnasta azera
- 1986 - Philip Ifil, ex calciatore inglese
- 1986 - Georgia King, attrice scozzese
- 1986 - Separ, rapper slovacco
- 1986 - Kyle Love, ex giocatore di football americano statunitense
- 1986 - Sosha Makani, ex calciatore iraniano
- 1986 - Martin Obst, lottatore tedesco
- 1986 - Marie Růžičková, cestista slovacca
- 1986 - Nicolette Shea, attrice pornografica statunitense
- 1986 - James Thompson, canottiere sudafricano
- 1986 - Marcus Williams, ex cestista statunitense
- 1986 - Jahmar Young, cestista statunitense
- 1987 - Jake Abel, attore statunitense
- 1987 - Angelina Armani, ex attrice pornografica statunitense
- 1987 - Joe Cada, giocatore di poker statunitense
- 1987 - Walter Leandro Capeloza Artune, calciatore brasiliano
- 1987 - Poppy Corby-Tuech, attrice francese
- 1987 - Emanuele Delucchi, pianista italiano
- 1987 - Jason Demetriou, calciatore inglese
- 1987 - Giulia Gatto, ex tennista e allenatrice di tennis italiana
- 1987 - Hitomi Harada, doppiatrice giapponese
- 1987 - Erik Midtgarden, calciatore norvegese
- 1987 - Neto Berola, calciatore brasiliano
- 1987 - Toshiya Sueyoshi, ex calciatore giapponese
- 1987 - Amanda Thompson, ex cestista statunitense
- 1987 - Andreas Thuresson, hockeista su ghiaccio svedese
- 1987 - Andrij Tkačuk, calciatore ucraino
- 1987 - Denis Totošković, giocatore di calcio a 5 sloveno
- 1987 - Mladen Zeljković, calciatore serbo
- 1987 - Zhang Zhaoxu, cestista cinese
- 1987 - Niki Torrão, calciatore sudafricano
- 1988 - Adam J. Bernard, attore e cantante inglese
- 1988 - Elaine Breeden, ex nuotatrice statunitense
- 1988 - Kennya Cordner, calciatrice trinidadiana
- 1988 - Xander Corvus, attore pornografico, regista e cantante statunitense
- 1988 - Larisa Il'čenko, nuotatrice russa
- 1988 - Ahmed Kashi, calciatore francese
- 1988 - Aquiles Ocanto, calciatore venezuelano
- 1988 - Cheta Ozougwu, ex giocatore di football americano statunitense
- 1988 - José Peñarrieta, calciatore boliviano
- 1988 - Francesco Quaglia, cestista italiano
- 1988 - Marie-Josée Ta Lou-Smith, velocista ivoriana
- 1988 - Elena Tambini, giornalista e conduttrice televisiva italiana
- 1988 - Mariana Thon, pallavolista portoricana
- 1988 - Silvia Toselli, ex calciatrice italiana
- 1988 - Mohamed Traoré, ex calciatore maliano
- 1988 - Alejandro Valdés Tobier, lottatore cubano
- 1989 - Marc Albrighton, ex calciatore inglese
- 1989 - Mohamed Ben Othman, ex calciatore tunisino
- 1989 - Mari Eide, fondista norvegese
- 1989 - José Manuel Fernández Reyes, calciatore spagnolo
- 1989 - Cyrus Gray, giocatore di football americano statunitense
- 1989 - Adrián Juhász, canottiere ungherese
- 1989 - Lu Jiajing, tennista cinese
- 1989 - Natalie Osman, wrestler statunitense
- 1989 - Michael Pohl, velocista tedesco
- 1989 - Ronny Rodelin, calciatore francese
- 1990 - Kristina Alminaitė, cestista lituana
- 1990 - Bálint Bajner, calciatore ungherese
- 1990 - Sydney Carter, ex cestista statunitense
- 1990 - Ray Cowels, cestista statunitense
- 1990 - Tom Lees, calciatore inglese
- 1990 - Lim Chai-min, calciatore sudcoreano
- 1990 - Arnett Moultrie, cestista statunitense
- 1990 - Ange N'Guessan, calciatrice ivoriana
- 1990 - Fransérgio Rodrigues Barbosa, calciatore brasiliano
- 1990 - Noémie Schmidt, attrice svizzera
- 1990 - Mateo Sušić, calciatore bosniaco
- 1990 - Jackie Thomas, cantante neozelandese
- 1990 - Kira Walkenhorst, ex giocatrice di beach volley tedesca
- 1991 - Nikias Arndt, ciclista su strada e pistard tedesco
- 1991 - Mihai Bordeianu, calciatore rumeno
- 1991 - Tommy Cash, rapper estone
- 1991 - Alex Ceesay, rapper e youtuber svedese
- 1991 - T.J. Clemmings, giocatore di football americano statunitense
- 1991 - Kamshybek Kunkabayev, pugile kazako
- 1991 - Fabiano Leismann, calciatore brasiliano
- 1991 - Noppawan Lertcheewakarn, ex tennista tailandese
- 1991 - Christian Fabrice Okoua, calciatore ivoriano
- 1991 - Om Yun-chol, sollevatore nordcoreano
- 1991 - Esther Qin, tuffatrice cinese
- 1991 - LaQuinton Ross, cestista statunitense
- 1991 - Mikalaj Stadub, lottatore bielorusso
- 1992 - Kazembe Abif, ex cestista statunitense
- 1992 - Apti Auchadov, sollevatore russo
- 1992 - Emanuel Buchmann, ciclista su strada tedesco
- 1992 - Queralt Casas, cestista spagnola
- 1992 - Vernon De Marco, calciatore argentino
- 1992 - Rosita Herreros, calciatrice spagnola
- 1992 - Michael Holyfield, cestista statunitense
- 1992 - John Karna, attore statunitense
- 1992 - Nathan Kress, attore statunitense
- 1992 - Hayley Law, attrice e cantante canadese
- 1992 - Guilherme Lazaroni, calciatore brasiliano
- 1992 - Zach Lofton, cestista statunitense
- 1992 - Daniel Lowe, tiratore a segno statunitense
- 1992 - Filip Malbašić, calciatore serbo
- 1992 - Henry Martín, calciatore messicano
- 1992 - Bree Runway, rapper e cantautrice britannica
- 1992 - Quincy Miller, cestista statunitense
- 1992 - Dia Saba, calciatore israeliano
- 1992 - Steven Skrzybski, calciatore tedesco
- 1992 - Ken'yū Sugimoto, calciatore giapponese
- 1992 - Joe Thuney, giocatore di football americano statunitense
- 1993 - Kyle Adnam, cestista australiano
- 1993 - Gerald Beverly, cestista statunitense
- 1993 - Han So-hee, attrice sudcoreana
- 1993 - Cody Hollister, giocatore di football americano statunitense
- 1993 - Jacob Hollister, giocatore di football americano statunitense
- 1993 - M Huncho, rapper britannico
- 1993 - Luuk Koopmans, calciatore olandese
- 1993 - Ardian Limani, calciatore kosovaro
- 1993 - Cory Littleton, giocatore di football americano statunitense
- 1993 - Emma Nilsson, biatleta svedese
- 1993 - Joan Pardina, cestista spagnolo
- 1993 - Maximiliane Rall, calciatrice tedesca
- 1993 - Taiberson, calciatore brasiliano
- 1993 - Gianna Woodruff, ostacolista panamense
- 1994 - Ibrahim Abubakar, calciatore nigeriano
- 1994 - Trudi Carter, calciatrice giamaicana
- 1994 - Antonio Esposito, judoka italiano
- 1994 - ShawnDre' Jones, cestista statunitense
- 1994 - Brendan Kerry, pattinatore artistico su ghiaccio australiano
- 1994 - Danka Kovinić, tennista montenegrina
- 1994 - Michael Magnesi, pugile italiano
- 1994 - Andrea Parisini, pallamanista italiano
- 1994 - Antonio Pavić, ex calciatore croato
- 1994 - Joshua Yaro, calciatore ghanese
- 1994 - Ailton Cesar Junior Alves da Silva, calciatore brasiliano († 2016)
- 1995 - Nicolò Beretta, designer italiano
- 1995 - Brandon Comley, calciatore montserratiano
- 1995 - Oleg Dmitriev, calciatore russo
- 1995 - Marco Meyerhöfer, calciatore tedesco
- 1995 - George Oakley, calciatore inglese
- 1995 - Samragyee Rajya Laxmi Shah, modella e attrice nepalese
- 1995 - Tyler Wideman, cestista statunitense
- 1995 - Domen Črnigoj, calciatore sloveno
- 1996 - Darrell Adams Jr., giocatore di football americano statunitense
- 1996 - Akram Afif, calciatore qatariota
- 1996 - Sedrick Barefield, cestista statunitense
- 1996 - Petrúcio Ferreira dos Santos, atleta paralimpico brasiliano
- 1996 - Josh Heuston, attore e modello australiano
- 1996 - Christian Kirk, giocatore di football americano statunitense
- 1996 - Michele Martina, karateka italiano
- 1996 - Saki Ogawa, cantante giapponese
- 1996 - Rémi Oudin, calciatore francese
- 1996 - Eliel Peretz, calciatore israeliano
- 1996 - Noah Ringer, attore e artista marziale statunitense
- 1996 - Maxim Saculțan, lottatore moldavo
- 1996 - Andrés Pascual Santoja, calciatore spagnolo
- 1996 - Kenny Williams, cestista statunitense
- 1997 - Olivier Boscagli, calciatore francese
- 1997 - Jordy Caicedo, calciatore ecuadoriano
- 1997 - Francesca Cristetti, nuotatrice italiana
- 1997 - Ovie Ejaria, calciatore inglese
- 1997 - Jake Grech, calciatore maltese
- 1997 - Andy Isabella, giocatore di football americano statunitense
- 1997 - Salome Lang, altista svizzera
- 1997 - Robert Sánchez, calciatore spagnolo
- 1997 - Noémi Makra, ginnasta ungherese
- 1997 - Mikayla Pivec, cestista statunitense
- 1997 - Micheal Ward, attore giamaicano
- 1997 - Won Du-jae, calciatore sudcoreano
- 1998 - Alanna Arrington, supermodella statunitense
- 1998 - Giorgi Kokhreidze, calciatore georgiano
- 1998 - Pavel Kotov, tennista russo
- 1998 - Courtney Lindsey, velocista statunitense
- 1998 - Albert Ortega, sciatore alpino spagnolo
- 1998 - Giannīs Papanikolaou, calciatore greco
- 1998 - Jacky Ruben, calciatore vanuatuano
- 1998 - Priyanshi Somani, indiana
- 1998 - Amadou Sow, cestista maliano
- 1999 - Andrew Abruzzo, nuotatore statunitense
- 1999 - Adrian Bogucki, cestista polacco
- 1999 - Róbert Boženík, calciatore slovacco
- 1999 - Gašper Brecl, combinatista nordico sloveno
- 1999 - Mateus Brunetti, calciatore brasiliano
- 1999 - Aron Can, rapper e cantante islandese
- 1999 - Victor Dimukeje, giocatore di football americano statunitense
- 1999 - Daiyan Henley, giocatore di football americano statunitense
- 1999 - Zion Johnson, giocatore di football americano statunitense
- 1999 - Anđelko Jovanović, calciatore montenegrino
- 1999 - Ibrahim Mahnashi, calciatore saudita
- 1999 - Goodman Mosele, calciatore sudafricano
- 1999 - Domingos Quina, calciatore portoghese
- 1999 - Luciano Squadrone, calciatore argentino
- 1999 - Oskar Stølan, giocatore di calcio a 5 e calciatore norvegese
- 1999 - Eugene Swen, calciatore liberiano
- 1999 - Fabinho, calciatore brasiliano
- 2000 - Amber Anning, velocista britannica
- 2000 - Halvor Hilde Gunleiksrud, sciatore alpino norvegese
- 2000 - Petr Kelemen, ciclista su strada e pistard ceco
- 2000 - Bruno Palazzo, calciatore argentino
- 2000 - Giorgi Ts'it'aishvili, calciatore georgiano

## XXI secolo(19)
- 2001 - Jan Olschowsky, calciatore tedesco
- 2001 - Facundo Silvera, calciatore uruguaiano
- 2001 - Caleb Williams, giocatore di football americano statunitense
- 2002 - Patrick Baldwin, cestista statunitense
- 2002 - Mihaela Cambei, sollevatrice rumena
- 2002 - Pierre-Jean Clausse, avvocato e attivista francese
- 2002 - Omīros Netzīpoglou, cestista greco
- 2002 - Rafael Rech, calciatore brasiliano
- 2002 - Lorenzo Piccin, cestista italiano
- 2003 - Jalen Duren, cestista statunitense
- 2003 - Nikolaj Memola, pattinatore artistico su ghiaccio italiano
- 2003 - Marija Timofeeva, tennista russa
- 2004 - Luka Romero, calciatore argentino
- 2004 - Natus Jamel Swen, calciatore liberiano
- 2005 - Mélissa Béthi, calciatrice algerina
- 2005 - Miloš Luković, calciatore serbo
- 2005 - Lia McHugh, attrice statunitense
- 2005 - Malick Yalcouyé, calciatore ivoriano
- 2007 - Sofia Tonelli, ginnasta italiana